# Lion de Bonn
Le Lion de Bonn (Löwe von Bonn en allemand) est une compétition annuelle d'escrime (au fleuret) qui se déroule dans la ville de Bonn, en Allemagne. Elle se tient tous les ans depuis 1973 et compte en 2016 quarante-quatre éditions. Peter Joppich en est le champion en titre.

## Historique
Fondé en 1949, le club olympique d'escrime de Bonn se dote d'un tournoi international en 1973, alors que la Fédération internationale d'escrime cherche à constituer un véritable circuit de coupe du monde. Ce tournoi lui permet de confronter, à domicile, ses meilleurs tireurs à des adversaires du monde entier. En pleine guerre froide, Bonn bénéficie d'un emplacement et d'une importance (c'est la capitale de la République fédérale d'Allemagne) qui attire des escrimeurs venus des blocs de l'Ouest comme de l'Est. La première édition est remportée par un résident du club de Bonn, Klaus Reichert. Deux autres sociétaires bonnois imiteront son exemple : en 1989, Alexander Koch et en 2001, David Hausmann. Peter Joppich, licencié à Bonn mais ayant débuté à Coblence, l'emporte en 2006.
Le palmarès comprend des personnalités issus de douze pays, répartis sur trois continents. D'abord largement dominé par les escrimeurs européens, le trophée a été conquis depuis 1995 par des tireurs venus de Cuba, de Corée du Sud, des États-Unis et de Chine. C'est la Russie, héritière de l'URSS, qui détient le plus grand nombre de titres cumulés (treize, en 2016), devant le pays hôte et l'Italie (dix).

## Palmarès
| Éd.  | Vainqueurs           | Vainqueurs  |
| Éd.  | Individuel           | Par équipes |
| ---- | -------------------- | ----------- |
| 2019 | Julien Mertine       | États-Unis  |
| 2018 | Richard Kruse        | États-Unis  |
| 2018 | Aleksey Cheremisinov | États-Unis  |
| 2017 | Peter Joppich        | France      |
| 2016 | James-Andrew Davis   | Russie      |
| 2015 | Andrea Cassarà       | France      |
| 2014 | Andrea Cassarà       | Chine       |
| 2013 | Andrea Baldini       | Russie      |
| 2012 | Artem Sedov          | Allemagne   |
| 2011 | Dmitry Rigin         | Italie      |
| 2010 | Valerio Aspromonte   | Non disputé |
| 2009 | Grégory Koenig       | Non disputé |
| 2008 | Erwann Le Péchoux    | Non disputé |
| 2007 | Lei Sheng            | Non disputé |
| 2006 | Peter Joppich        | Non disputé |
| 2005 | Simone Vanni         | Non disputé |
| 2004 | Dong Zhaozhi         | Non disputé |
| 2003 | Wang Haibin          | Non disputé |
| 2002 | André Wessels        | Non disputé |
| 2001 | David Hausmann       | Non disputé |
| 2000 | Cliff Boyer          | Non disputé |
| 1999 | Dmitriy Shevchenko   | Non disputé |
| 1998 | Kim Young-ho         | Non disputé |
| 1997 | Dmitriy Shevchenko   | Non disputé |
| 1996 | Rolando Tucker       | Non disputé |
| 1995 | Rolando Tucker       | Non disputé |
| 1994 | Uwe Römer            | Non disputé |
| 1993 | Serhiy Holubytskyy   | Non disputé |
| 1992 | Dmitriy Shevchenko   | Non disputé |
| 1991 | Andrea Borella       | Non disputé |
| 1990 | Philippe Omnès       | Non disputé |
| 1989 | Alexander Koch       | Non disputé |
| 1988 | Aleksander Romankov  | Non disputé |
| 1987 | Udo Wagner           | Non disputé |
| 1986 | Aleksander Romankov  | Non disputé |
| 1985 | Andrea Cipressa      | Non disputé |
| 1984 | Mauro Numa           | Non disputé |
| 1983 | Harald Hein          | Non disputé |
| 1982 | Vladimir Smirnov     | Non disputé |
| 1981 | Thierry Soumagne     | Non disputé |
| 1980 | Vladimir Smirnov     | Non disputé |
| 1979 | Aleksander Romankov  | Non disputé |
| 1978 | Lech Koscziejowski   | Non disputé |
| 1977 | Carlo Montano        | Non disputé |
| 1976 | Erk Sens-Gorius      | Non disputé |
| 1975 | Frédéric Pietruszka  | Non disputé |
| 1974 | Vladimir Denissov    | Non disputé |
| 1973 | Klaus Reichert       | Non disputé |